# Иоанн IV Книжник
Иоанн IV Книжник (Иоанн Скриба; лат. Iohannes IV Scriba, итал. Giovanni IV; умер 17 декабря 849, Неаполь) — один из наиболее выдающихся епископов Неаполя (838—849); святой, почитаемый в Римско-католической церкви (день памяти — 22 июня).

## Биография

### Исторические источники
Основным историческим источником о Иоанне IV Книжнике является написанная в конце IX века Иоанном Диаконом вторая часть «Деяний неаполитанских епископов». О событиях в Неаполе первой половины IX века сообщается также в трудах других средневековых авторов, например, в «Истории лангобардов Беневенто» Эрхемперта.
Труд Иоанна Диакона стал основой для жития Иоанна IV Книжника, написанного в XIII веке Иоанном Кимелиархом. Однако в этом источнике содержатся недостоверные сведения, связанные с ошибочным отождествлением Иоанна Книжника с жившим в V веке неаполитанским епископом Иоанном I.

### Ранние годы
Иоанн IV Книжник родился в конце VIII века в бедной семье. С детства предназначенный родителями к церковной жизни, он получил хорошее для того времени образование, став весьма сведущим в вопросах толкования Священного Писания и трудов Отцов Церкви, а также в совершенстве овладев латинским и греческими языками. Своё прозвище — «Книжник» (буквально — «Скриба») — он получил, когда работал писцом. Историки отмечают, что обладатель такого прозвища должен был выделяться особыми знаниями среди своих современников. В агиографической литературе Иоанн описывается как человек в высшей степени добродетельный и порядочный. В 820-х годах он стал диаконом в базилике Святой Реституты, бывшей тогда кафедральным собором Неаполя, а не позднее 830 года — архидиаконом неаполитанского епископа Тиберия.
Летом 832 года правителем Неаполя стал Бон, пришедший к власти после гибели своего предшественника Стефана III. Для войны с правителем Беневентского княжества Сикардом новый герцог был вынужден заключить союз с сарацинами. Это стало поводом для конфликта между Боном и Тиберием, так как епископ выступал категорически против сотрудничества с «неверными». Также Бон был крайне недоволен попытками Тиберия вмешиваться и в другие вопросы управления герцогством. В результате уже в том же году герцог заточил епископа в тюрьму и объявил неаполитанскую кафедру вакантной. По требованию Бона главой епархии был избран Иоанн Книжник. Так как это было сделано без согласия самого Иоанна, он отказался от посвящения в епископский сан. Иоанн Книжник объявил, что считает невозможным занять неаполитанскую кафедру при жизни её законного владельца, и потребовал от Бона освободить Тиберия. Однако герцог пообещал убить Тиберия и конфисковать церковное имущество, если Иоанн Книжник продолжит упорствовать. Зная, что Бон может осуществить свои угрозы, Иоанн был вынужден взять на себя управление Неаполитанской епархией. Единственное, чего добился Иоанн от Бона — это обещания соблюдать неприкосновенность и привилегии духовенства.
Тиберий остался под стражей и после того как в 834 году сначала скончался Бон, а затем от власти был отстранён его сын и наследник Лев. При герцоге Андрее II условия содержания епископа были только немного улучшены. Реальным же управляющим Неаполитанской епархии продолжил оставаться Иоанн Книжник. В этом качестве он активно содействовал Андрею II в заключении 4 июля 836 года перемирия с князем Сикардом, завершившего очередную войну между неаполитанцами и беневентцами. Составленный по этому случаю документ (так называемый «Пакт Сикарда») не только закреплял условия мира между двумя правителями, но и регулировал торговые отношения между их подданными.

### Епископ Неаполя

Южная Италия в IX веке

Епископ Тиберий умер в марте 838 года. В «Деяниях неаполитанских епископов» утверждается, что перед смертью тот сам просил духовенство своей епархии избрать Иоанна Книжника его преемником. Однако Иоанн не смог сразу же получить от папы римского Григория IV одобрение на вступление в епископскую должность, так как недоброжелатели обвинили его в том, что тот вопреки церковным канонам в 832 году узурпировал неаполитанскую кафедру. Разбирательство продолжалось несколько лет. Только после вмешательства в конфликт герцога Сергия I, обратившегося к Григорию IV с ходатайством за Иоанна, было получено согласие папы римского на возведение в сан нового неаполитанского епископа. По призыву папы Иоанн Книжник приехал в Рим и здесь 16 февраля 842 года была проведена церемония его интронизации.
Почти сразу же после получения епископского сана герцог Сергий I передал Иоанну IV Книжнику для обучения своего сына Афанасия. Вероятно, уже тогда герцог намеревался поставить сына во главе епархии, чтобы ещё больше укрепить власть своей семьи над Неаполем.
Незадолго до своей интронизации (возможно, в самом начале 842 года) Иоанн IV Книжник перенёс мощи девяти святых неаполитанских епископов (Аспрена, Евфимия, Марона, Агриппина, Эфеба, Фортуната I, Максима, Иоанна I и Урса I) из катакомб Святого Януария в базилику Святой Реституты. Здесь они были помещены в стенные ниши, украшенные фресками с портретами этих святых. Это было сделано с целью сохранить мощи от посягательств беневентцев и сарацин. Сюда же был перевезён и сосуд с кровью святого покровителя Неаполя Януария, одна из немногих реликвий этого святого, оставшаяся у неаполитанцев после того как в 831 году во время осады катакомбы были разграблены беневентским князем Сико. Также сообщается о богатых дарах, сделанных Иоанном нескольким церквям его епархии, и основании епископом двух монастырей, Святого Юлиана и Святого Северина. С временами епископа Иоанна Книжника современные историки связывают активную деятельность скриптория и школы при кафедральном соборе Неаполя. Такая деятельность епископа способствовала значительному повышению популярности Иоанна IV Книжника среди клира и мирян Неаполя.
Иоанн IV Книжник умер 17 декабря 849 года, будучи главой Неаполитанской епархии семь лет, девять месяцев и двенадцать дней. Оплакиваемый всеми жителями Неаполя, он был похоронен в часовне Святого Лаврентия в катакомбах Святого Януария, а позднее его останки были перенесены в базилику Святой Реституты, где помещены в часовню Святой Марии. Его преемником на епископской кафедре стал Афанасий I, сын неаполитанского герцога Сергия I.

### Посмертное почитание
Уже вскоре после смерти Иоанн IV Книжник стал почитаться неаполитанцами как святой. Его имя выбито на обнаруженном в 1742 году в церкви Святой Девы Марии мраморном поминальном календаре, изготовленном в IX веке. Некоторые историки приписывают Иоанну Книжнику не только инициативу создания этого артефакта, но и авторство первой части «Деяний неаполитанских епископов». 13 мая 1862 года состоялось вскрытие мощей Иоанна Книжника и святой Реституты, подтвердившее их нетленность. В настоящее время Иоанн Книжник почитается как святой в Католической церкви, и его имя внесено в «Римский мартиролог». День памяти Иоанна IV Книжника отмечается 22 июня. В некоторых средневековых источниках он ошибочно отождествлялся со святым Иоанном I Неаполитанским, из-за чего день памяти последнего до 1955 года праздновался также 22 июня (сейчас — 3 апреля).